# Inglés filipino

La mayoría de los filipinos hablan Inglés como segunda lengua

El inglés filipino (similar y relacionado con el inglés americano) es cualquier variedad de inglés originario de Filipinas, incluidos los utilizados por los medios de comunicación y la gran mayoría de filipinos educados y estudiantes de inglés en Filipinas de países asiáticos adyacentes. El inglés se enseña en las escuelas como uno de los dos idiomas oficiales del país, siendo el otro el filipino. Debido a la afluencia de profesores de inglés filipinos en el extranjero, el inglés filipino también se está convirtiendo en la variedad predominante de inglés que se aprende en el Lejano Oriente, tal como lo enseñan profesores filipinos en varios países asiáticos como Corea del Sur, Japón y Tailandia, entre otros. Debido a la naturaleza altamente multilingüe de Filipinas, el cambio de código como Taglish (inglés con infusión de tagalo) y Bislish (inglés con infusión de cualquiera de los idiomas bisayanos) prevalece en todos los dominios, desde entornos informales hasta situaciones formales.

## Historia
Los filipinos conocieron el inglés por primera vez cuando los británicos invadieron y ocuparon Manila y Cavite en 1762 como parte de la guerra de los Siete Años, pero esta ocupación no tuvo un efecto duradero en los ingleses del país. Una variedad nacional llamada inglés filipino evolucionó como resultado de la colonización estadounidense y podría decirse que fue una de las que se desarrolló más rápidamente en el mundo poscolonial. Sus orígenes como idioma inglés hablado por un gran segmento de la población filipina se remontan a la introducción estadounidense de la educación pública, impartida en el medio de instrucción inglés. Esto estuvo marcado por la llegada de los thomasitas en 1901, inmediatamente durante la recolonización después de la Revolución filipina a fines del siglo XIX hasta principios de 1900. Después de un período tumultuoso de transición colonial, los líderes y las élites filipinos, y el gobierno colonial estadounidense por igual comenzó a discutir la formación de un idioma nacional filipino. La alta diversidad etnolingüística retenida de la nueva colonia se debió a la baja penetración del español bajo el dominio de España. El español se limitó a un medio de instrucción para las élites terratenientes y la nobleza. Al final de la colonización española y al final de la guerra filipino-estadounidense en 1903, solo el 10% de la población  podía hablar español. Sin embargo, los efectos persistentes del español entre la población en general tuvieron efectos notables en el desarrollo léxico de muchas lenguas filipinas, e incluso del inglés filipino, en forma de hispanismos. El tagalo fue seleccionado para ser la base de un idioma nacional en 1937, y desde entonces se ha mantenido así. Se volvió a etiquetar como pilipino en 1959, y filipino en 1987. Con el establecimiento exitoso de la educación pública al estilo estadounidense que tiene el inglés como medio consecuente, se informó que más del 20% de la población filipina podía entender y hablar inglés justo antes de mediados del siglo XX. Este crecimiento meteórico se mantuvo después de la Segunda Guerra Mundial, mucho más a través de los medios de comunicación filipinos (por ejemplo papel de periódico, radio, televisión) donde el inglés también se convirtió en el idioma dominante,[14] y por la ratificación de la Constitución filipina actual en 1987, ambos filipino e inglés fueron declarados idiomas cooficiales. En 2020, Filipinas ocupó el puesto 27 a nivel mundial (entre 100 países clasificados) en el Índice de dominio del inglés de EF. En el mismo informe, ocupó el segundo lugar en Asia después de Singapur.
Hoy en día, el inglés filipino, como se llama formalmente en base al marco de los ingleses mundiales del lingüista Braj Kachru, es una variedad reconocida de inglés con sus distintas características léxicas, fonológicas y gramaticales (con variaciones considerables entre los grupos socioeconómicos y el nivel de educación que predicen el dominio del inglés) A medida que el idioma inglés se arraigó mucho en la sociedad filipina, era solo cuestión de tiempo antes de que el idioma se indigenizara hasta el punto de diferenciarse de las variedades inglesas que se encuentran en los Estados Unidos, el Reino Unido o en otros lugares. Esto, junto con la introducción formal del marco World Englishes (WE) a los académicos del idioma inglés en Filipinas, abrió las puertas a la investigación sobre este nuevo inglés emergente, que desde entonces ha sido calificado como inglés filipino.
Inglés Filipino en el Sector de Servicios
Artículo principal: Industria de centros de llamadas en Filipinas
La abundante oferta de hablantes de inglés y los costos laborales competitivos permitieron que Filipinas se convirtiera en un destino elegido por las empresas extranjeras que deseaban establecer centros de llamadas y otras subcontrataciones. El dominio del inglés sostiene una importante industria de centros de atención telefónica y, en 2005, America Online tenía 1000 personas en lo que solía ser la base aérea Clark de la Fuerza Aérea de EE. UU. en la ciudad de Ángeles, respondiendo el noventa por ciento de sus consultas por correo electrónico a nivel mundial. Citibank realiza su programación global de cajeros automáticos en el país, y Procter & Gamble tiene más de 400 empleados en Makati, un barrio del centro de Manila, que realizan tareas administrativas para sus operaciones en Asia, incluidas finanzas, contabilidad, recursos humanos y procesamiento de pagos.
Una afluencia de estudiantes extranjeros, principalmente de Corea del Sur, también ha llevado a un crecimiento en el número de centros de aprendizaje del idioma inglés, especialmente en Metro Manila, Baguio, Metro Cebu y Metro Bacolod.

## Posicionamiento
En 2003, Edgar W. Schneider definió un Modelo Dinámico de la evolución de los ingleses poscoloniales, ubicando al inglés filipino en la Fase 3, Nativización. En 2016, Ariane Macalinga Borlongan argumentó en un artículo de investigación que el inglés filipino había cumplido los parámetros establecidos para el reposicionamiento en la Fase 4, Estabilización endonormativa.

## Ortografía y Gramática
Ortografía
Las leyes y decisiones judiciales filipinas, con excepciones extremadamente raras, están escritas únicamente en inglés. El inglés también se usa en la educación superior, los asuntos religiosos, los medios impresos y de difusión y los negocios. La mayoría de los filipinos educados son bilingües y hablan inglés como uno de sus idiomas. Para materias altamente técnicas como enfermería, medicina, computación y cálculo, el inglés es el medio preferido para libros de texto, comunicación, etc. Muy pocos preferirían libros altamente técnicos en filipino o en el idioma regional. Las películas y los programas de televisión en inglés no suelen estar doblados en la mayoría de los canales de cable excepto en algunos, como Tagalized Movie Channel.
Debido a que el inglés es parte del plan de estudios desde la educación primaria hasta la secundaria, muchos filipinos escriben y hablan un inglés filipino fluido, aunque puede haber diferencias en la pronunciación. Sin embargo, la mayoría de las escuelas en Filipinas cuentan con maestros que hablan inglés filipino y, por lo tanto, se observan diferencias notables con el inglés americano del que se deriva.
Gramática
La gramática del inglés filipino difiere poco de la gramática del inglés estadounidense. Algunas diferencias son las siguientes:
• Los angloparlantes filipinos tienden a omitir el sufijo -s en la tercera persona del singular.
• El artículo indefinido a tiende a usarse menos: He is teacher
Los angloparlantes filipinos usan las formas del pasado perfecto en contextos donde el inglés americano o británico usarían el presente perfecto: Ya se había ido en lugar de Ya se ha ido.
Los verbos transitivos, que requerirían un objeto en inglés británico y americano, también se pueden usar en transitivo en inglés filipino: Did you enjoy? / No puedo pagar. / No me gusta.

## Vocabulario
El vocabulario del inglés filipino está influenciado por otros idiomas que se hablan en Filipinas. Uno encuentra préstamos del español como bienvenida para una fiesta de bienvenida o del tagalo carabao para un vaso de agua o kundiman para una canción de amor. También hay traducciones prestadas como open the light/radio (para encender la luz/radio). También forman parte del vocabulario formaciones de palabras específicamente filipinas, como agrupación (del español) para "grupo" o jeepney (un acrónimo de jeep y jitney, un pequeño autobús) para un jeep que se ha convertido en un vehículo de transporte de pasajeros.